# 被塑膠
被塑膠，為臺灣九年級生所發明的流行語，意指被無視或被忽略。原本為台語語句（你把我當作是塑膠做的哦？），後來引申為没有存在感、被當透明人，也就是被當作不存在之意。倘若在通訊軟體中說「被塑膠了」，就是指被對方不讀不回、被忽視的意思。若在通訊軟體中說「塑膠某人」就是指忽視那個人，也就是不讀不回他。